# سكوت كارسون
سكوت بول كارسون (بالإنجليزية: Scott Carson)‏ ولد 3 سبتمبر 1985 في إنجلترا، هو لاعب كرة قدم إنجليزي يلعب مع مانشستر سيتي كحارس مرمى. كان ضمن تشكيلة منتخب إنجلترا لكرة القدم في كأس العالم 2006 بيد أنه لم يلعب أية مباراة.

## روابط خارجية
- سكوت كارسون على موقع الاتحاد الدولي (مؤرشف)  (الإنجليزية)
- سكوت كارسون على موقع الاتحاد الأوربي (الإنجليزية)
- سكوت كارسون على موقع اتحاد تركيا (لاعب) (الإنجليزية)
- سكوت كارسون على موقع إي إس بي إن إف سي (الإنجليزية)
- سكوت كارسون على موقع قاعدة بيانات كرة القدم.إي يو (الإنجليزية)
- سكوت كارسون على موقع ليكيب (الفرنسية)
- سكوت كارسون على موقع ناشيونال فوتبول تيمز (الإنجليزية)
- سكوت كارسون على موقع Soccerbase.com (لاعب) (الإنجليزية)
- سكوت كارسون على موقع Soccerway.com (الإنجليزية)
- سكوت كارسون على موقع عالم كرة القدم.نت (الإنجليزية)